# Bloodline (canción de Ariana Grande)
«Bloodline» (estilizado en minúsculas) es una canción de la cantautora estadounidense Ariana Grande incluida de su quinto álbum de estudio, Thank U, Next (2019), lanzado a través de Republic Records. Fue escrita por Grande, Savan Kotecha junto a los también productores Max Martin e Ilya Salmanzadeh.

## Antecedentes
La canción fue confirmada en redes sociales el 22 de enero de 2019.
El 23 de enero de 2019, Grande dijo que esta canción trata sobre «querer a alguien pero no lo suficiente como para tenerlo en su linaje».
La pista presenta un audio de Marjorie Grande, la abuela de Grande, en el que está hablando de un audífono. Sin embargo, Grande lo acortó, así que parece que está hablando de sexo. Grande también declaró que ella usó este sonido porque su abuela es el «matrimonio del linaje».

## Producción y grabación
Fue escrita por Grande, Savan Kotecha junto a los productores Max Martin e Ilya Salmanzadeh, quienes también manejaron la producción de la canción. Las voces de Grande se grabaron en los estudios Wolf Cousins en Estocolmo. Se ha comparado con el sencillo de Grande de 2016 «Side to Side» del tercer álbum de estudio de Grande, Dangerous Woman (2016).

## Recepción crítica
La canción recibió críticas favorables de los críticos de música, llegando a tener comparaciones con «Side to Side». Michael Cragg de The Guardian, declaró que la canción «plantea la idea de que tal vez es mejor ver cómo van las cosas en términos de relación y comprometerse después de unos meses no es esencial», ya que cree que esta canción es sobre Pete Davidson, el ex-prometido de Grande.

## Posicionamiento en listas

### Listas semanales
| Lista (2019)                           | Mejor posición |
| -------------------------------------- | -------------- |
| Alemania (Offizielle Deutsche Charts)  | 42             |
| Australia (ARIA)                       | 11             |
| Escocia (Scottish Singles Sales Chart) | 39             |
| Eslovaquia (Singles Digitál Top 100)   | 11             |
| España (PROMUSICAE)                    | 63             |
| Estados Unidos (Billboard Hot 100)     | 22             |
| Francia (SNEP)                         | 97             |
| Italia (FIMI)                          | 98             |
| Noruega (VG-lista)                     | 24             |
| Nueva Zelanda Hot Singles (RMNZ)       | 3              |
| Países Bajos (Mega Single Top 100)     | 36             |
| República Checa (Rádio Top 100)        | 26             |
| Suecia (Sverigetopplistan)             | 24             |

### Listas de fin de año
| Lista (2019)   | Posición |
| -------------- | -------- |
| Portugal (AFP) | 737      |